# Pantonyssus puncticollis
Pantonyssus puncticollis là một loài bọ cánh cứng trong họ Cerambycidae.